# Antandros
Antandros (en llatí Antandrus, en grec antic Ἄντανδρος) era una ciutat a la costa de la Tròade, prop del golf d'Adramitium, a la banda nord de la ciutat d'Edremit.
Segons Aristòtil, en un passatge recollit per Esteve de Bizanci, la ciutat abans s'anomenava originàriament Edonis perquè l'habitava la tribu tràcia dels edons, i afegeix "o cimmèria", perquè els cimmeris hi van viure durant cent anys. Plini el Vell també ho diu, però sembla que còpia d'Aristòtil. Hi havia doncs la tradició de que els cimmeris, en les seves incursions de les que parla Heròdot, s'havien apoderat de la ciutat. Però Heròdot els anomena pelasgs. Estrabó diu que era una ciutat dels leleges. Per això se suposa que era molt antiga, i la seva posició a tocar de les serralades que baixaven del mont Ida molt abundants en fusta, la convertien en una ciutat ben situada. Virgili diu que Eneas va construir aquí la seva flota.
Després va ser una colònia eòlia, diu Tucídides, i més endavant la va ocupar l'Imperi Persa en temps de Darios I el Gran. Durant la guerra del Peloponès, va canviar de mans entre Pèrsia i Atenes. L'any 411 aC el poble va expulsar a la guarnició persa de l'acròpoli ja que desconfiava d'Arsaces, que governava la ciutat en nom de Tissafernes, però els perses van mantenir la ciutat sota el seu poder, segons diu Xenofont.